# Arzu Erce
Arzu Ece (Istanbul, 1963)-) é uma cantora turca que ficou melhor conhecida pela sua participação no Festival Eurovisão da Canção em 1989 e em 1995.  

## Festival Eurovisão da Canção
Ece participou cinco vezes na seleção da canção turca para o Festival Eurovisão da Canção :
- 1987: "Kekloglan" (com Rüya Ersavci, Fatih Erkoç & Harun Kolçak ) - Não finalista
- 1988: "Zig Zag" (com Cigdem Tunc) - Não finalista
- 1989: "Bana Bana" (como membro da banda Pan) - 1.º
- 1991: "Sessiz geceler" (com Gür Akad) - 2.º
- 1995: "Sev" - 1.º

Em 1898, participou na Eurovisão, como membro da banda Pan, com a canção  "Bana Bana" , em Lausanne, Suíça. Terminou em 21.º lugar, apenas ficando á frente da canção islandesa .
Em 1995 Ece interpretou a balada "Sev que se classificou em 16.º lugar, entre 22 participantes.
Ece lançou apenas um álbum Sebibi yok em 1995, a partir de então parece ter-se retirado da indústria musical e não lançou mais nenhum trabalho musical. Em1999, casou com Ali Otyam e divorciou-se em 2007. Desse relacionamento nasceu um filho em 2001. Em 2009, foi-lhe diagnosticada leucemia e fez um quimioterapia.